# Azteca América
Azteca América fue una cadena de televisión abierta estadounidense. Fundada por Grupo Salinas, empresa mexicana matriz de Televisión Azteca, ofreció programación en español para el mercado hispano de los Estados Unidos.
Fue operada desde sus inicios y hasta 2017 por una filial de Televisión Azteca y posteriormente fue vendida a HC2 Broadcasting, la cual operó bajo licencia de programación y marcas hasta el primero de enero de 2023.

## Historia
La puesta en marcha de Azteca América fue el 9 de septiembre de 2000 con sede en Los Ángeles. Inició sus transmisiones el 28 de julio de 2001. Sus estaciones de televisión inicialmente se encontraban en San Francisco, Oakland, San José, Sacramento, Stockton y Modesto, además de en Reno, Nevada. El alcance inicial del mercado hispano era de un 28%.
Azteca América actualmente cubre 52 mercados que representan el 88% de los hogares hispanos, con afiliados en los mercados hispanos más importantes de los Estados Unidos.
Azteca América administró y operó directamente su canal estelar, KAZA Canal 54 en Los Ángeles hasta enero de 2018 y que en julio de 2003 realizó un acuerdo de mercadotecnia local (LMA). Actualmente, Azteca América tiene sus operaciones centrales y produce programación en español para el público de EUA, en sus estudios completamente digitales en Los Ángeles.
A través de sus estaciones afiliadas, Azteca América ofrece televisión en español a una porción significativa de la población hispana en EUA, estimada en más de 40 millones de personas en 2005. Dicho mercado se encuentra poco atendido y con inversión publicitaria relativamente baja, estimada en cerca de 2,000 millones de dólares. El poder de compra de los hispanos en los Estados Unidos es de aproximadamente 700 mil millones de dólares, similar al tamaño de la economía mexicana.
Como presidente y director general de Azteca América, Adrián Steckel fue responsable de explotar todo el potencial de Azteca América. Antes de formar parte de la compañía, en 2005, el señor Steckel fue director general de Unefón, empresa que hizo crecer desde cero, hasta obtener 1.4 millones de suscriptores y más de 100 millones de dólares anuales de EBITDA. Previo a Unefon, el señor Steckel trabajó cinco años en TV Azteca, donde estuvo involucrado en la producción de programación, y en la administración de la división musical de la compañía. Fungió también como director de finanzas de TV Azteca por tres años.
El señor Steckel unió fuerzas con Luis J. Echarte, Presidente del Consejo de Administración, para fortalecer aún más a la cadena. El señor Echarte tiene amplia experiencia en la operación de las compañías de Grupo Salinas. Fue director de finanzas tanto de TV Azteca como de Grupo Elektra. El señor Echarte es también Director de Estrategia Financiera de Grupo Salinas, y sus responsabilidades principales son fortalecer su gobierno corporativo, estrechar la relación con la comunidad financiera e inversionista, y supervisar el desempeño y reclutamiento de los consejos de administración de cada una de las empresas del Grupo.
En abril de 2007, la compañía socia de Azteca América, Pappas Telecasting, anunció que retiraría varias de sus estaciones a partir del 30 de junio de ese mismo año.
El 22 de junio de 2010, Azteca América anunció la creación de Azteca Stations Group, el cual operó las estaciones digitales de mayor poder de KAZA en Los Ángeles, canal WMBC 63 en Nueva York, WSFL 39 en Miami y el canal KODF-TV 34 en San Francisco, además de canal WCHU 61 en Chicago.
A mediados de 2010, la otra compañía socia de Azteca América: Una Vez Más Holdings, LLC., con el mayor número de afiliados a esta cadena y casi todas de baja potencia, compró dos estaciones de alta potencia de Johnson Broadcasting que son: KLDT (Ahora: KAZD) de puros infomerciales en inglés y KNWS (Ahora: KYAZ) que es independiente anglófono. y a finales del 2010, cambiaron su afiliación a Azteca América. y actualmente, KAZD y KYAZ son las dos únicas estaciones de televisión de alta potencia propiedad de Una Vez Más Holdings, LLC.
A partir del 21 de junio de 2011, Azteca América modificó por primera vez su logotipo, para reflejar las otras propiedades de TV Azteca, el logotipo redondea las puntas del águila, se modificó la tipografía, puso la palabra América abajo y Azteca arriba, y todo en minúsculas. Por ahora, solo es mostrado en la señal nacional y en KAZA-TV/KAZD-TV, se desconoce si estaciones locales pueden usar el logotipo actual con su logotipo local.
En la presentación inicial de la cadena en la ciudad de Nueva York el 13 de mayo de 2014, cambia su nombre por el de Azteca, quitando la palabra América de su nombre, citando que el cambio "refleja la audiencia principal de la red, una audiencia compuesta por el segmento de mercado que compone la mayor parte del mercado hispano en los Estados Unidos". La red por etapas en la marca revisada en el aire ese mismo mes.
El 16 de julio de 2016, Azteca América fue la tercera cadena de TV hispana (después de sus rivales, Univisión y Telemundo) en transmitir su programación en alta definición. La señal de alta definición está disponible en determinados mercados a través de proveedores de cable en el país, así como a través de muchas de las filiales de la televisión abierta del canal.
El 29 de noviembre de 2017, se anunció que TV Azteca vendió esta cadena a HC2 Holdings en la ciudad de Nueva York. La transacción se cerró el mismo día. TV Azteca mantendrá algunos derechos del inventario de programación, marketing, ventas y operaciones. La transacción también incluye un acuerdo de 7 años para servicios de programación que permitirá a HC2 Broadcasting tener acceso (bajo ciertas condiciones) a la programación de TV Azteca, que incluye programación de entretenimiento, talk shows, noticias, reality shows, telenovelas y otras series.
El 31 de diciembre de 2022, a 2 años de terminar el acuerdo para la licencia de contenidos, la cadena dejó de operar en estaciones afiliadas y proveedoras de TV de paga. Las estaciones afiliadas cambiaron de programación a raíz del cierre, varias a canales de programación en idioma inglés.

## Programación
La mayor parte de la programación provenía de TV Azteca, principalmente de la cadena Azteca uno. 
- Al Extremo
- Los protagonistas con Troy Santiago, Mauricio Cárdenas, Samuel Jacobo y Gustavo Vargas Saucedo
- Tiempo Extra con Troy Santiago y Mauricio Cárdenas
- Hechos de la Tarde
- Hechos de la Noche
- Hechos del Sábado
- Extranormal

## Estaciones afiliadas
La siguiente es una lista de estaciones afiliadas hasta el 31 de diciembre de 2022.
| Indicativo de señal | Canal físico | Canal virtual | Año de afiliación | Plaza asignada (Localidades)                                               | Licenciatario                                              | Notas |
| ------------------- | ------------ | ------------- | ----------------- | -------------------------------------------------------------------------- | ---------------------------------------------------------- | --- |
| WWBH-LP             | 28           | 28.1          | 2018              | Mobile, Alabama (Pensacola, Florida)                                       | HC2 Broadcasting License Inc.                              | |
| WEDS-LD             | 26           | 29.1          | 2018              | Mobile, Alabama (Pensacola, Florida)                                       | DTV America Corporation (HC2 Broadcasting)                 | |
| WQAP-LD             | 23           | 36.1          | 2020              | Montgomery (Selma), Alabama                                                | DTV America Corporation (HC2 Broadcasting)                 | |
| WYAM-LD             | 15           | 51.2          | 2014              | Priceville, Alabama                                                        | Decatur Communications Properties, LLC                     | |
| KMOH-TV             | 19           | 6.1           | 2019              | Kingman, Arizona                                                           | TV-49, Inc. (Weigel Broadcasting)                          | |
| KEJR-LD             | 32           | 40.1          | 2019              | Phoenix, Arizona                                                           | TV-49, Inc. (Weigel Broadcasting)                          | |
| KUDF-LP             | 14           | 14.1          | 2005              | Tucson, Arizona                                                            | LM Media Group, Inc.                                       | |
| K28NT-D             | 28           | 48.2          | 2014              | Bentonville y Rogers, Arkansas                                             | Victory Communications, Inc.                               | |
| KWMO-LD             | 29           | 34.1          | 2018              | Hot Springs (Little Rock, Pine Bluff), Arkansas                            | DTV America Corporation (HC2 Broadcasting)                 | |
| K23OW-D             | 23           | 38.1          | 2018              | Hot Springs y Little Rock, Arkansas                                        | DTV America Corporation (HC2 Broadcasting)                 | |
| KXBF-LD             | 14           | 14.5          | 2017              | Bakersfield, California                                                    | Jilyn M. Ernandes (HC2 Broadcasting)                       | |
| KAKZ-LD             | 4            | 4.3           | 2002              | Cathedral City (Palm Springs), California                                  | Tara Broadcasting LLC                                      | |
| KVYE                | 22           | 7.2           | 2017              | El Centro, California (Yuma, Arizona)                                      | Entravision Holdings, LLC                                  | |
| KMSG-LD             | 29           | 43.2          | 2002              | Fresno, California                                                         | Cocola Broadcasting Companies, LLC                         | |
| KHSC-LD             | 16           | 16.6          | No disponible     | Fresno, California                                                         | Cocola Broadcasting Companies, LLC                         | Repetidora del canal 43.2 de la estación KMSG-LD.                                                          |
| KGMC                | 11           | 43.2          | No disponible     | Merced (Fresno), California                                                | NBC Telemundo Licence, Co.                                 | Repetidora del canal 43.2 de la estación KMSG-LD.                                                          |
| KMCE-LD             | 24           | 43.1          | 2002              | Monterrey, California                                                      | KMCE, Inc.                                                 | |
| K14SI-D             | 14           | 43.1          | No disponible     | Monterrey, California                                                      | KMCE, Inc.                                                 | Repetidora de KMCE-LD                                                                                      |
| KRHT-LD             | 25           | 41.1          | 2007              | Redding (Red Bluff, Chico), California                                     | Gary Hanson                                                | |
| KSAO-LD             | 14           | 49.1          | 2016              | Sacramento, California                                                     | Cocola Broadcasting Companies, LLC                         | Anteriormente, repetidora de la ahora exafiliada KSTV-LP de 2009 a 2016                                    |
| XHAS-TDT            | 34           | 33.1          | 2017              | San Diego, California                                                      | Tele Nacional, S. de R.L. de C.V. (Entravision)            | Estación concesionada en México por el IFT para servir a la población de Tijuana, Baja California, México. |
| KCNS                | 32           | 50.1          | No disponible     | Francisco, California                                                      | RNN National, LLC.                                         | |
| KSBO-CD             | 36           | 42.1          | 2002              | San Luis Obispo (Santa Bárbara), California                                | HC2 Station Group, Inc.                                    | |
| KLDF-CD             | 17           | 17.1          | 2002              | Lompoc (San Luis Obispo, Santa Bárbara), California                        | HC2 Station Group, Inc.                                    | Estación de baja potencia, repetidora del canal 42.1 de KSBO-CD                                            |
| KVMM-CD             | 36           | 41.1          | 2019              | Santa Bárbara (San Luis Obispo), California                                | KVMM, LLC. (HC2 Broadcasting)                              | |
| KDFS-CD             | 30           | 30.1          | 2002              | Santa Bárbara, (San Luis Obispo, California                                | Northstar Santa Maria License, LLC (HC2 Broadcasting)      | Estación de baja potencia, repetidora del canal 42.1 de KSBO-CD                                            |
| KEMO-TV             | 32           | 50.1          | 2011              | Fremont (San Francisco, Oakland y San José), California                    | HC2 Station Group, Inc.                                    | |
| KXLA                | 30           | 57.1          | 2018              | Rancho Palos Verdes, California                                            | Rancho Palos Verdes Broadcasters, Inc.                     | Repetidora del canal 57.1 de KJLA                                                                          |
| KWHY                | 4            | 22.2          | 2022              | Los Angeles, California                                                    | KWHY 22 Broadcasting LLC.                                  | |
| KJLA                | 30           | 57.1          | 2018              | Ventura (Los Ángeles), California                                          | KJLA, LLC                                                  | |
| WHEH-LD             | 26           | 41.1          | 2016              | Lumberton (Charlotte), Carolina del Norte                                  | DTV America Corporation (HC2 Broadcasting)                 | |
| WIRP-LD             | 10           | 27.2          | 2016              | Raleigh (Durham, Fayetteville), Carolina del Norte                         | DTV America Corporation (HC2 Broadcasting)                 | |
| WNCB-LD             | 29           | 16.1          | No disponible     | Fayetteville (Raleigh, (Durham), Carolina del Norte                        | DTV America Corporation (HC2 Broadcasting)                 | |
| WQDH-LD             | 18           | 49.1          | 2019              | Wilmington, Carolina del Norte                                             | DTV America Corporation (HC2 Broadcasting)                 | |
| WBSE-LD             | 27           | 20.1          | 2017              | Charleston, Carolina del Sur                                               | HC2 Broadcasting License, Inc.                             | |
| WAZS-LD             | 29           | 29.1          | 2011              | North Charleston (Charleston), Carolina del Sur                            | Thomas B. Daniels                                          | |
| KRDH-LD             | 5            | 5.2           | 2019              | Cripple Creek (Denver), Colorado                                           | Tuck Properties, Inc. (HC2 Broadcasting)                   | |
| WRNT-LD             | 32           | 32.1          | 2020              | Hartford (New Haven), Connecticut                                          | HC2 Station Group, Inc.                                    | |
| WTXX-LD             | 29 49        | 34.1          | 2018              | Springfield, Massachusetts New Haven, Connecticut (Nueva York, Nueva York) | Tyche Media, LLC HC2 Station Group, Inc.                   | Vendida por Tyche Media a HC2 Holdings en 2018                                                             |
| WEDW                | 21           | 34.1          | No disponible     | Stamford, Connecticut                                                      | Connecticut Public Broadcasting, Inc.                      | Repetidora de WTXX-LD                                                                                      |
| WXAX-CD             | 26           | 26.1          | 2006              | Clearwater (Tampa, San Petersburgo, Sarasota), Florida                     | Northstar Tampa License, LLC. (HC2 Broadcasting)           | |
| WTAM-LD             | 28           | 30.1          | 2020              | Tampa (San Petersburgo, Sarasota), Florida                                 | Lotus TV of Tampa, LLC. (HC2 Broadcasting)                 | |
| WJXE-LD             | 25           | 10.1          | 2019              | Gainesville (Jacksonville), Florida                                        | DTV America Corporation (HC2 Broadcasting)                 | |
| WDYB-CD             | 21           | 14.1          | 2019              | Daytona Beach, Florida                                                     | Latina Broadcasters of Daytona Beach, LLC.                 | |
| WTVX                | 20           | 34.2          | 2009              | Fort Pierce y West Palm Beach, Florida                                     | WTVX Licensee, LLC (Sinclair Broadcast Group)              | |
| WANA-LD             | 16.1         | 16            | 2019              | Naples, Florida                                                            | Sun Broadcasting Inc,                                      | |
| WFEF-LD             | 25           | 50.1          | No disponible     | Orlando, Florida                                                           | DTV America Corporation (HC2 Broadcasting)                 | |
| WWHB-CD             | 33           | 48.1          | 2002              | Stuart (Fort Pierce y West Palm Beach), Florida                            | WTVX Licensee, LLC (Sinclair Broadcast Group)              | |
| W16CC-D             | 20           | 16.1          | 2018              | Westgate (Miami, Fort Lauderdale), Florida                                 | Mako Communications, LLC (HC2 Broadcasting)                | |
| WUVM-LP             | 2            | 4.1           | 2006              | Atlanta, Georgia                                                           | HC2 Station Group, Inc.                                    | |
| W29FD-D             | 29           | 43.1          | 2019              | Columbus, Georgia (Opelika y Auburn, Alabama)                              | DTV America Corporation (HC2 Broadcasting)                 | |
| W28EU-D             | 28           | 42.1          | 2019              | Macon, Georgia                                                             | DTV America Corporation (HC2 Broadcasting)                 | |
| WUET-LD             | 18           | 43.1          | 2020              | Savannah, Georgia                                                          | HC2 Broadcasting License, Inc.                             | |
| KFLL-LD             | 25           | 25.1          | 2019              | Boise, Idaho                                                               | DTV America Corporation (HC2 Broadcasting)                 | |
| KZAK-LD             | 35           | 51.1          | 2019              | Boise, Idaho                                                               | Cocola Broadcasting Companies, LLC                         | |
| WPVN-CD             | 20           | 24.1          | 2019              | Chicago, Illinois                                                          | Polnet Communications, LTD. (HC2 Broadcasting)             | |
| W23EW-D             | 23           | 41.1          | 2019              | Springfield (Champaign, Decatur), Illinois                                 | DTV America Corporation (HC2 Broadcasting)                 | |
| WCUH-LD             | 23           | 16.1          | 2017              | Fort Wayne, Indiana                                                        | DTV America Corporation (HC2 Broadcasting)                 | |
| W25FH-D             | 25           | 43.1          | No disponible     | Fort Wayne, Indiana                                                        | DTV America Corporation (HC2 Broadcasting)                 | |
| W30EH-D             | 30           | 41.1          | No disponible     | Fort Wayne, Indiana                                                        | DTV America Corporation (HC2 Broadcasting)                 | |
| WODP-LD             | 36           | 49.1          | 2018              | Fort Wayne, Indiana                                                        | DTV America Corporation (HC2 Broadcasting)                 | |
| KRPG-LD             | 24           | 43.1          | 2018              | Des Moines, Iowa                                                           | HC2 Broadcasting License Inc.                              | |
| K35KX-D             | 35           | 35.1          | No disponible     | Topeka, Kansas                                                             | DTV America Corporation (HC2 Broadcasting)                 | |
| KQML-LD             | 35           | 46.1          | 2019              | Kansas City, Misuri                                                        | DTV America Corporation (HC2 Broadcasting)                 | |
| K29LR-D             | 29           | 47.1          | 2020              | Baton Rouge, Luisiana                                                      | DTV America Corporation (HC2 Broadcasting)                 | |
| K21OM-D             | 21           | 20.1          | 2020              | Lafayette, Luisiana                                                        | DTV America Corporation (HC2 Broadcasting)                 | |
| WTNO-LP             | 22           | 22.1          | 2020              | Nueva Orleans, Luisiana                                                    | Northstar New Orleans Licence, LLC (HC2 Broadcasting)      | |
| WQAW-LP             | 20           | 69.1          | 2002              | Lake Shore (Baltimore), Maryland                                           | HC2 Station Group, Inc.                                    | |
| WGDV-LD             | 28           | 32.1          | 2016              | Salisbury, Maryland                                                        | Marquee Broadcasting, Inc                                  | |
| WDWO-CD             | 22           | 18.1          | 2019              | Detroit, Míchigan                                                          | HC2 Station Group, Inc.                                    | |
| WFFC-LD             | 17           | 17.1          | 2020              | Midland (Flint, Saginaw, Bay City), Míchigan                               | DTV America Corporation (HC2 Broadcasting)                 | |
| W35DQ-D             | 35           | 24.1          | No disponible     | Midland (Flint, Saginaw, Bay City), Míchigan                               | DTV America Corporation (HC2 Broadcasting)                 | |
| K28PQ-D             | 28           | 38.1          | No disponible     | Saint Cloud (Minneapolis, Saint Paul), Minesota                            | DTV America Corporation (HC2 Broadcasting)                 | |
| KRLJ-LD             | 24           | 45.1          | 2017              | Joplin, Misuri (Pittsburg, Kansas)                                         | DTV America Corporation (HC2 Broadcasting)                 | |
| K25NG-D             | 25           | 25.1          | 2020              | San Luis, Misuri                                                           | Three Angels Broadcasting Network, Inc. (HC2 Broadcasting) | |
| WLEH-LD             | 29           | 48.1          | 2020              | San Luis, Misuri                                                           | DTV America Corporation (HC2 Broadcasting)                 | |
| KFKY-LD             | 25           | 20.1          | No disponible     | Springfield, Misuri                                                        | DTV America Corporation (HC2 Broadcasting)                 | La licencia esta en estado pendiente de pago.                                                              |
| W32EM-D             | 33           | 32.1          | No disponible     | Lumberton, Misisipi                                                        | HC2 Station Group, Inc.                                    | |
| KHDF-CD             | 19           | 19.1          | 2020              | Las Vegas, Nevada                                                          | HC2 Station Group, Inc.                                    | También estuvo afiliada de 2004 a 2018                                                                     |
| WLEK-LD             | 31           | 22.1          | 2020              | Concord, Nuevo Hampshire (Boston, Massachusetts)                           | DTV America Corporation (HC2 Broadcasting)                 | |
| WPSJ-CD             | 27           | 8.1           | 2019              | Hammonton, Nueva Jersey (Filadelfia, Pensilvania)                          | HC2 Station Group, Inc.                                    | |
| KQDF-LD             | 25           | 25.1          | 2002              | Santa Fe (Albuquerque), Nuevo México                                       | HC2 Station Group, Inc.                                    | |
| KWPL-LD             | 30           | 45.1          | No disponible     | Santa Fe, Nuevo México                                                     | DTV America Corporation (HC2 Broadcasting)                 | |
| WKOB-LD             | 13           | 42.1          | 2019              | Nueva York, Nueva York                                                     | Nave Broadcasting, LLC. (HC2 Broadcasting)                 | |
| WWHC-LD             | 20           | 20.1          | 2019              | Olean (Búfalo), Nueva York                                                 | DTV America Corporation (HC2 Broadcasting)                 | |
| KONV-LD             | 23           | 28.1          | No disponible     | Canton, Ohio                                                               | DTV America Corporation (HC2 Broadcasting)                 | Repetidora de WQDI-LD                                                                                      |
| WQDI-LD             | 21           | 20.1          | 2019              | Canton (Cleveland, Akron), Ohio                                            | DTV America Corporation (HC2 Broadcasting)                 | |
| WDEM-CD             | 24           | 17.1          | 2019              | Columbus, Ohio                                                             | HC2 Station Group, Inc.                                    | |
| KOHC-CD             | 31           | 45.1          | 2007              | Oklahoma City, Oklahoma                                                    | HC2 Station Group, Inc.                                    | |
| KWVT-LD             | 11           | 37.1          | 2008              | Salem, Oregón                                                              | Michael L. Mattson                                         | Repetidora del canal 37.1 de KPWC-LD                                                                       |
| KSLM-LD             | 27           | 37.1          | 2008              | Dallas, Oregón                                                             | Michael L. Mattson                                         | Repetidora del canal 37.1 de KPWC-LD                                                                       |
| KOXI-CD             | 20           | 20.1          | No disponible     | Portland, Oregón                                                           | HC2 Station Group, Inc.                                    | |
| KPWC-LD             | 24           | 37.1          | 2008              | Tillamook, Oregón                                                          | Kenneth E. Lewetag                                         | |
| WWLM-CD             | 36           | 20.1          | 2017              | Washington (Pittsburg), Pensilvania                                        | HC2 Station Group, Inc.                                    | |
| WOST                | 20           | 14.1          | 2018              | Mayagüez, Puerto Rico                                                      | CMCG Puerto Rico LLC (HC2 Broadcasting)                    | |
| W27DZ-D             | 27           | 51.1          | 2019              | Mayagüez, Puerto Rico                                                      | HC2 LPTV Holdings Inc.                                     | |
| WWKQ-LD             | 19           | 19.1          | 2018              | Quebradillas, Puerto Rico                                                  | CMCG Puerto Rico License LLC (HC2 Broadcasting)            | |
| WQQZ-CD             | 24           | 14.1          | 2018              | Ponce, Puerto Rico                                                         | CMCG Puerto Rico LLC (HC2 Broadcasting)                    | |
| W20EJ-D             | 20           | 26.1          | 2019              | San Juan, Puerto Rico                                                      | HC2 LPTV Holdings Inc.                                     | |
| WQEO-LD             | 32           | 49.1          | 2019              | Jackson, Tennessee                                                         | DTV America Corporation (HC2 Broadcasting)                 | |
| KLKW-LD             | 22           | 22.2          | 2016              | Amarillo, Texas                                                            | DTV America Corporation (HC2 Broadcasting)                 | |
| KVAT-LD             | 35           | 17.1          | 2015              | Austin, Texas                                                              | Mako Communications, LLC (HC2 Broadcasting)                | |
| KNWS-LP             | 27           | 64            | 2002              | Brownsville, Texas                                                         | Brownsville Broadcasting, LLC (HC2 Broadcasting)           | De acuerdo con el portal de HC2 Broadcasting, la estación transmite otras cadenas de AZ TV de Paga.        |
| KYDF-LD             | 34           | 34.1          | 2003              | Corpus Christi, Texas                                                      | Una Vez Mas Corpus Christi License, LLC (HC2 Broadcasting) | |
| KCCX-LD             | 24           | 24.1          | 2006              | Corpus Christi, Texas                                                      | HC2 LPTV Holdings Inc.                                     | |
| KVIA-TV             | 17           | 7.4           | 2008              | El Paso, Texas                                                             | NPG of Texas, L.P. (News-Press & Gazette Company)          | |
| KYAZ                | 25           | 51.1          | 2010              | Katy (Houston), Texas                                                      | HC2 Station Group, Inc.                                    | |
| KAZD                | 31           | 55.1          | 2010              | Lake Dallas (Dallas-Fort Worth), Texas                                     | HC2 Station Group, Inc.                                    | |
| KETF-CD             | 27           | 39.4          | 2017              | Laredo, Texas                                                              | Entravision Holdings, LLC.                                 | |
| KCEB                | 28           | 54.1          | 2020              | Longview (Tyler, Nacogdoches), Texas                                       | HC2 Station Group, Inc.                                    | |
| KNKC-LD             | 29           | 29.2          | 2015              | Lubbock, Texas                                                             | DTV America Corporation (HC2 Broadcasting)                 | |
| KAZH-LP             | 39           | 57.1          | 2002              | McAllen (Harlingen, Weslaco, Brownsville), Texas                           | Channel 57, Inc. (HC2 Broadcasting)                        | Repetidora de KNWS-LP                                                                                      |
| KAXW-LD             | 35           | 35.1          | 2015              | Mullin (Waco, Temple, Bryan), Texas                                        | HC2 Station Group, Inc.                                    | |
| KVDF-CD             | 31           | 31.1          | 2002              | San Antonio, Texas                                                         | Northstar San Antonio Licence, LLC (HC2 Broadcasting)      | |
| KDKJ-LD             | 27           | 27.1          | 2002              | Tyler (Longview, Nacogdoches), Texas                                       | MIK, LLC (HC2 Broadcasting)                                | |
| KPKN-LD             | 35           | 54.1          | 2002              | Tyler (Longview, Nacogdoches), Texas                                       | DTV America Corporation (HC2 Broadcasting)                 | Repetidora del canal 54.1 de KCEB                                                                          |
| KRGV-TV             | 13           | 5.2           | 2020              | Weslaco (Valle del Río Grande), Texas                                      | Mobile Video Tapes, Inc.                                   | |
| KPNZ                | 24           | 24.1          | 2018              | Ogden (Salt Lake City), Utah                                               | KRCA Licence, LLC (HC2 Broadcasting)                       | |
| KBTU-LD             | 15           | 23.1          | 2018              | Salt Lake City, Utah                                                       | DTV America Corporation (HC2 Broadcasting)                 | |
| WFWG-LD             | 30           | 30.1          | 2018              | Richmond (Petersburg), Virginia                                            | DTV America Corporation (HC2 Broadcasting)                 | |
| KUSE-LD             | 12           | 46.1          | 2019              | Seattle, Washington                                                        | Mako Communications, LLC (HC2 Broadcasting)                | |
| KYPK-LD             | 32           | 32.1          | 2013              | Yakima, Washington                                                         | Hispanavision TV (Ron Bevins)                              | |
| W23BW-D             | 23           | 23.1          | 2020              | Madison, Wisconsin                                                         | Three Angels Broadcasting Network, Inc. (HC2 Broadcasting) | |
| WTSJ-LP             | 35           | 38.1          | 2015              | Milwaukee, Wisconsin                                                       | DTV America Corporation (HC2 Broadcasting)                 | Afiliada también de 2006 a 2012; al reafiliarse en 2015, lo hizo a través del segundo subcanal digital.    |